# Grzegorz Rosiński
Grzegorz Rosiński (Stalowa Wola, 3 augustus 1941) is een Poolse striptekenaar die later ook de Belgische nationaliteit verkreeg. Hij werkte veel samen met de auteur Jean Van Hamme.

## Werk

### Polen
Op zestienjarige leeftijd was hij al actief als tekenaar en werden zijn eerste tekeningen gepubliceerd. Hij volgde les aan de Academie van Schone Kunsten in Warschau. Hij werkte als illustrator voor kinderboeken en tekende de illustraties voor posters, platenhoezen en  boekomslagen. Hij tekende gedurende tien jaar een detectivestrip en een pilotenstrip (Pilot śmigłowca). Verder tekende hij een strip over de geschiedenis van Polen in drie delen en werkte hij mee aan het nieuwe Poolse striptijdschrift Alfa.

### België
Bij een bezoek aan België werd hem gevraagd enkele tekeningen te leveren voor Le Trombone illustré, een supplement van het stripblad Spirou (in het Nederlands het voormalige stripblad Robbedoes, dat dit supplement niet kende). Dit leidde tot een samenwerking met scenarist Mythic voor datzelfde stripblad. Samen maakten ze De fantastische rondvaart, een humoristische strip, atypisch voor Rosiński. Met Van Hamme schiep hij de fantasyserie Thorgal die voor het eerst verscheen in 1977 in het weekblad Kuifje. Rosinski tekende in totaal 36 delen, waarna de reeks door anderen werd overgenomen. In 1980 maakt hij samen met A.P. Duchâteau de sciencefictionreeks Hans. In 1988 werkt hij weer samen met van Hamme voor de in zwart-wit getekende stripklassieker De Chninkel, een parabel geënt op het Nieuwe Testament. De Chninkel werd in 2001 heruitgegeven, voor de gelegenheid in kleur. In 1992 maakt hij samen met Jean Dufaux ook de reeks De Klaagzang van de Verloren Gewesten. In 2001 werkt hij nog eens samen met Van Hamme voor de one-shot Western. Met scenarioschrijver Yves Sente maakte Rosiński in 2004 en 2005 het tweeluik De wraak van graaf Skarbek. Deze twee stripalbums zijn voor het eerst boven op de potloodschetsen geschilderd, en vormen een stijlbreuk in zijn werk. In 2006 zei Rosiński in een interview dat het werk aan Skarbek hem het plezier in striptekenen had teruggegeven.

## Prijzen
Voor de reeks Thorgal kreeg Rosiński verschillende internationale prijzen:
- Voor het album De schaduwen voorbij kreeg hij de grote prijs van Saint-Michel in 1983.
- Voor het album Alinoë kreeg hij de Sonnaille d'Or op het Sierre festival in 1984.
- Het album De boogschutters kreeg dan weer de prijs van het 'grote publiek' op de XVIIIe stripconventie te Parijs 1985 en de persprijs op het festival van Durbuy 1985.
- Het album Het land Qâ kreeg de CBEBD-prijs voor scenario in 1986 en Athis d'Or voor beste tekenwerk in 1987.

In 2013 kreeg hij de Franse titel Officier des Arts et Lettres.
- Bibsys: 12019848
- Biblioteca Nacional de España: XX859916
- Bibliothèque nationale de France: cb119226321 (data)
- Catàleg d'autoritats de noms i títols de Catalunya: 981058508892606706
- Gemeinsame Normdatei: 123517516
- International Standard Name Identifier: 0000 0001 2031 4638
- Library of Congress Control Number: n86824491
- Nationale Bibliotheek van Tsjechië: jn20010309681
- Nationale Bibliotheek van Israël: 987007411005305171
- Nationale en Universitaire bibliotheek Zagreb: 000632571
- Nederlandse Thesaurus van Auteursnamen: 069443904
- Réseau des bibliothèques de Suisse occidentale: 02-A000139428
- Istituto Centrale per il Catalogo Unico: CFIV141790
- SNAC: w64b5pxs
- Système universitaire de documentation: 027109135
- Virtual International Authority File: 238152381743001950009